# Yannick Kraag
Yannick Story Kraag (Ámsterdam, 16 de octubre de 2002) es un baloncestista holandés que pertenece a la plantilla del Club Joventut Badalona perteneciente a la Liga ACB. Con 2,02 metros de estatura, juega en la posición de alero.

## Trayectoria deportiva
Es un alero formado en la cantera del BC Triple Threat, un club pequeño y a sólo media hora de su ciudad natal, Ámsterdam. En 2017 ingresa en la Orange Lions Basketball Academy y en la temporada 2018-19 sería invitado al Basketball Without Borders y Academy Games de la NBA que tuvieron lugar en Letonia y Estados Unidos respectivamente.
En agosto de 2019, se incorpora a la cantera del Club Joventut de Badalona
Durante la temporada 2020-21, sería asignado al Club Bàsquet Prat de Liga LEB Plata, conjunto vinculado al Club Joventut de Badalona.
El 1 de noviembre de 2020, hace su debut en Liga Endesa con el primer equipo del Club Joventut de Badalona, participando durante 1 minuto y 40 segundos, en un encuentro frente al Movistar Estudiantes que acabaría con victoria por 97 a 70.
La temporada 2023-2024 fue galardonado con el premio a Mejor Quinteto Joven de la Liga Endesa.

### Internacional
En verano de 2019, disputó el Europeo Sub-18 con la Selección de baloncesto de los Países Bajos, disputado en Volos en Grecia, jugando minutos importantes y aportando 10.4 puntos y 3.7 rebotes.